# Dorcus kirchneri
Dorcus kirchneri es una especie de coleóptero de la familia Lucanidae.

## Distribución geográfica
Habita en Manipa (Indonesia).